# Lars-Erik Berenett
Lars-Erik Berenett, född 23 december 1942 i Skellefteå, Västerbottens län, död 1 februari 2017 på Vindö i Värmdö kommun, Stockholms län, var en svensk skådespelare.

## Biografi
Berenett föddes i Skellefteå men växte upp i Uppsala. Efter en tid till sjöss arbetade han i en skivbutik i Uppsala. Han upptäcktes av amatörteaterledaren Paul Patera som också ordnade stipendium åt Berenett i Medborgarskolans teaterregi. Via ytterligare stipendium fick Berenett möjlighet att studera vidare vid Calle Flygares teaterskola och vid Scenskolan i Göteborg 1964–1967. Efter examen knöts han till Göteborgs stadsteater där han blev kvar till 1983.
Förutom teatern var Berenett verksam på film och TV. Debuten skedde i Vilgot Sjömans Klänningen (1964) där han spelade bud. Han är mest känd för rollen som den temperamentsfulla polisen Roland Hassel i tolv filmer gjorda 1986–1992 samt 2000 och 2012. Han är också känd för rollen som Harald Bovallius i TV-såpan Skilda världar, en roll han gjorde i över 300 avsnitt åren 1996–1998. Berenett gestaltade också ofta bovroller, till exempel som bankrånare i TV-serien Polisen som vägrade svara (1982), gangster i TV-serien Spanarna (1983) och bombmannen Kostner i TV-serien Den svarta cirkeln (1990). I kontrast till detta porträtterade han en del sympatiska karaktärer, till exempel ingenjören i Lars Molins TV-serie Tre kärlekar (1989–1991). Han medverkade även i Lars Norén-produktionerna Natten är dagens mor (1984) och Kaos är granne med Gud (1984).
Berenett var 1971–1976 gift med Evabritt Strandberg, med vilken han fick sonen Matti Berenett. Far och son spelade mot varandra i just rollerna som far och son i Skilda världar. Han var senare under en period sambo med Maria Kulle, med vilken han fick en son.
Lars-Erik Berenett avled 2017 och är begravd på Sandsborgskyrkogården i Stockholm.

## Filmografi
- 1964 – Klänningen
- 1965 – Flygplan saknas
- 1971 – Leka med elden
- 1971 – Amala Kamala
- 1971 – Här ligger en hund begraven (TV-serie)
- 1972 – Söndagspromenaden
- 1972 – Georgia, Georgia
- 1972 – Dela lika (TV-serie)
- 1973 – Hem till byn (TV-serie)
- 1973 – Desertören
- 1976 – Kamrer Gunnarsson i skärgården
- 1980 – Innan vintern kommer (TV-serie)
- 1980 – Barnens ö
- 1981 – Tuppen
- 1981 – Stjärnhuset (TV-serie)
- 1982 – Polisen som vägrade svara (TV-serie)
- 1983 – Spanarna (TV-serie)
- 1984 – Natten är dagens mor
- 1984 – Kaos är granne med Gud
- 1985 – Röd snö (TV-serie)
- 1985 – Nya Dagbladet (TV-serie)
- 1985 – Svenska brott (TV-serie)
- 1986 – Gösta Berlings saga (TV-serie)
- 1986 – Den nervöse mannen
- 1986 – Prästkappan (TV-serie)
- 1986 – Hassel – Anmäld försvunnen
- 1986 – Hassel – Beskyddarna
- 1986 – Kunglig toilette
- 1987 – Friends
- 1987 – Mälarpirater
- 1987 – Saxofonhallicken
- 1987 – Ondskans år (TV-serie)
- 1988 – Fyra dagar som skakade Sverige
- 1988 – Behöriga äga ej tillträde
- 1988 – Kråsnålen (TV-serie)
- 1989 – Änglahund (röst som Charlie)
- 1989 – Hassel – Slavhandlarna
- 1989 – Hassel – Säkra papper
- 1989 – Hassel – Terrorns finger
- 1989 – Hassel – Offren
- 1989 – Tre kärlekar (TV-serie)
- 1990 – Den svarta cirkeln (TV-serie)
- 1991 – Amelia
- 1991 – Marianne
- 1992 – Hassel – De giriga
- 1992 – Hassel – Svarta banken
- 1992 – Hassel – Botgörarna
- 1992 – Hassel – Utpressarna
- 1993 – Hedda Gabler
- 1994 – Good Night Irene
- 1994 – Drömspel
- 1994 – Onkel Vanja
- 1995 – Kristin Lavransdotter
- 1996 – Alla dagar alla nätter
- 1996 – Den vita lejoninnan
- 1996–1998 – Skilda världar (TV-serie)
- 1998 – Ivar Kreuger (TV-serie)
- 2000 – Hassel – Förgörarna
- 2002 – Tinke
- 2003 – Skeppsholmen (TV-serie)
- 2005 – Kommissionen (TV-serie)
- 2005 – Störst av allt
- 2005 – Kvalster (TV-serie)
- 2005 – Van Veeteren – Borkmanns punkt
- 2007 – Väsenpumpen
- 2011 – Stockholm Östra
- 2012 – Hassel – Privatspanarna
- 2013 – Bäst före
- 2013 – En pilgrims död (TV-serie)
- 2013 – Molanders (TV-serie)
- 2013–2014 – Äkta människor (TV-serie)
- 2015 – Jordskott (TV-serie)

## Teater

### Roller (ej komplett)
| År   | Roll                         | Produktion                                                                         | Regi                | Teater                              |
| ---- | ---------------------------- | ---------------------------------------------------------------------------------- | ------------------- | ----------------------------------- |
| 1967 |                              | Räddad (Saved) Edward Bond                                                         | Staffan Aspelin     | Göteborgs stadsteater               |
| 1967 |                              | Hej alla barn, snurra min kvarn Bo Sköld                                           | Hans Kjölaas        | Göteborgs stadsteater               |
| 1968 |                              | Föreståndaren Bengt Bratt                                                          | Lennart Hjulström   | Göteborgs stadsteater               |
| 1968 | Victor                       | Victor eller När barnen tar makten (Victor ou les Enfants au pouvoir) Roger Vitrac | Yngve Nordwall      | Göteborgs stadsteater               |
| 1969 | Sebastian                    | Your Own Thing Donald Driver, Hal Hester, Danny Apolinar                           | Göran Stangertz     | Göteborgs stadsteater               |
| 1969 |                              | Tartuffe (Tartuffe, ou l'Imposteur) Molière                                        | Mats Johansson      | Göteborgs stadsteater               |
| 1969 | Shogo, tyrann                | Den smala vägen mot djupan nord (Narrow Road to the Deep North) Edward Bond        | Staffan Aspelin     | Göteborgs stadsteater               |
| 1970 |                              | Körsbärsträdgården (Вишнёвый сад, Visjnjovyj sad) Anton Tjechov                    | Ralf Långbacka      | Göteborgs stadsteater               |
| 1970 | Don Carlos                   | Don Juan (Dom Juan ou Le Festin de pierre) Molière                                 | Ralf Långbacka      | Göteborgs stadsteater               |
| 1970 | Prins Filip                  | Yvonne (Iwona, księżniczka Burgunda) Witold Gombrowicz                             | Staffan Aspelin     | Göteborgs stadsteater               |
| 1972 |                              | Fiender (Враги, Vragi) Maksim Gorkij                                               | Lennart Hjulström   | Göteborgs stadsteater               |
| 1973 |                              | Kulor i solnedgången (Kuler i solnedgang) Klaus Hagerup, Egil Kapstad              | Bertil Arlmark      | Göteborgs stadsteater               |
| 1973 | Sture                        | Agnes Kent Andersson                                                               | Mats Johansson      | Göteborgs stadsteater               |
| 1974 | Kruger                       | På första sidan (The Front Page) Ben Hecht, Charles MacArthur                      | Göran Stangertz     | Göteborgs stadsteater               |
| 1975 | Murtaza                      | Dunkarna (Teneke) Yaşar Kemal                                                      | Sven Wollter        | Göteborgs stadsteater               |
| 1975 |                              | De oslagbara (That Championship Season) Jason Miller                               | Carl-Johan Seth     | Göteborgs stadsteater               |
| 1976 | Psykiatern                   | Hästen (Equus) Peter Shaffer                                                       | Herman Ahlsell      | Göteborgs stadsteater               |
| 1977 | Pianisten                    | Fru Fredrika B. och den stora kärleken Carl-Johan Seth                             | Carl-Johan Seth     | Göteborgs stadsteater               |
| 1977 | Rånaren                      | Drottningjakten Göran O Eriksson                                                   | Ragnar Lyth         | Stockholms stadsteater              |
| 1978 | Rytterstjärna, kapten        | Wärdshuset Haren och Vråken Lars Forssell                                          | Fred Hjelm          | Stockholms stadsteater              |
| 1979 | Karsten Bernick, konsul      | Samhällets stöttepelare (Samfundets støtter) Henrik Ibsen                          | Göran Stangertz     | Göteborgs stadsteater               |
| 1980 |                              | Sommarnöjet (La villeggiatura) Carlo Goldoni                                       | Göran Bohman        | Göteborgs stadsteater               |
| 1981 |                              | Troilos och Kressida (The Tragedy of Troilus and Cressida) William Shakespeare     | Ralf Långbacka      | Göteborgs stadsteater               |
| 1981 | Jean                         | Fröken Julie August Strindberg                                                     | Björn Melander      | Göteborgs stadsteater               |
| 1983 | Frank                        | Natten är dagens mor Lars Norén                                                    | Björn Melander      | Göteborgs stadsteater               |
| 1983 | Frank                        | Kaos är granne med Gud Lars Norén                                                  | Björn Melander      | Göteborgs stadsteater               |
| 1986 | Häradshövding de Lorche      | Markurells i Wadköping Hjalmar Bergman                                             | Bernt Callenbo      | Dramaten                            |
| 1987 | Karl-Gerhard Joseph Goebbels | Zarah Evabritt Strandberg, Stefan Ostrowski, Olle Ljungberg                        | Olle Ljungberg      | Intiman                             |
| 1989 |                              | Efter föreställningen Bengt Bratt, Roland Jansson                                  | Björn Melander      | Folkteatern i Sverige Södra Teatern |
| 1990 |                              | Pensionat Paradiset 2 Lars Björkman                                                | Göran Stangertz     | AR-Productions Lorensbergsteatern   |
| 1992 | Friedrich Hofreiter          | Landet utan gräns (Das weite Land) Arthur Schnitzler                               | Jan Håkanson        | Stockholms stadsteater              |
| 1994 | Ivan nikolajevitij           | Kärlek på Krim (Miłość na Krymie) Slawomir Mrozek                                  | Johan Bergenstråhle | Stockholms stadsteater              |
| 1995 | de Guiche                    | Cyrano Sebastian, Pierre Westerdahl och Fleming Enevold                            | Åsa Melldahl        | Oscarsteatern                       |
| 1998 | Brutus                       | De saknade Lars Norén                                                              | Björn Melander      | Stockholms stadsteater              |
| 1999 | Jakob Hageborn               | Getingsommar Ragnar Strömberg                                                      | Göran Stangertz     | Stockholms stadsteater              |
| 2000 | Willy Loman                  | En handelsresandes död (Death of a Salesman) Arthur Miller                         | Göran Stangertz     | Stockholms stadsteater              |
| 2001 | George                       | Vem är rädd för Virginia Woolf? (Who's Afraid of Virginia Woolf?) Edward Albee     | Christian Tomner    | Helsingborgs stadsteater            |
| 2002 | Edgar                        | Dödsdansen August Strindberg                                                       | Solbjørg Højfeldt   | Helsingborgs stadsteater            |
| 2003 | Willy Loman                  | En handelsresandes död (Death of a Salesman) Arthur Miller                         | Göran Stangertz     | Helsingborgs stadsteater            |
| 2004 | Medverkande                  | Land du välsignade Kent Andersson och Anders Wällhed                               | Anders Wällhed      | Helsingborgs stadsteater            |
| 2007 | Roy Cohn                     | Angels in America Tony Kushner                                                     | Björn Melander      | Borås stadsteater                   |
| 2008 | Gamle Ekdal                  | Vildanden Henrik Ibsen                                                             | Björn Melander      | Borås stadsteater                   |
| 2010 | Morrie                       | Tisdagarna med Morrie (Tuesdays with Morrie) Mitch Albom, Jeffrey Hatcher          | Christer Engberg    | Teateri, Jönköping                  |